# Tóth Mátyás (színművész)
Tóth Mátyás (Debrecen, 1993. május 25. –) magyar színművész, bábművész.

## Élete
A Nyírségben nőtt fel. Zongorázni és énekelni tanult, a nyírbátori Lenszirom Színházban játszott.
Középiskolai tanulmányait a Debreceni Ady Endre Gimnáziumban végezte dráma tagozaton.
Érettségi után, 2012-ben felvételt nyert a budapesti Színház- és Filmművészeti Egyetem színművész-bábszínész szakára Meczner János és Tengely Gábor osztályába. 2017-ben diplomázott, szakdolgozatát Meseterápia címmel írta.

## Színházi előadások
- Kojot Megteremti A Világot (2024) - Hallókaland
- Kanashimi Performance –  「悲しみ」パフォーマンス (2023), Art Museum (Nagoya, Japan) – 愛知県立芸術大学, rendezte: Tóth Mátyás
- Szabadakarat (2023), Erkel Színház, Tulipántündér Produkció, rendezte: Almási-Tóth András
- Békakirály (2023), Veszprémi Kabóca Bábszínház, Aranyszamár Színház, rendezte: Halasi Dániel
- Tündérszép Ilona és Árgyélus királyfi (2022), Griff Bábszínház, rendezte: Ecsedi Csenge
- A tavasz ébredése (2022), Bartók Kamaraszínház, rendezte: Ivanics Tamás
- Törpeszarvas (2022), Világszép Alapítvány, rendezte: Maróthy Anna Zorka
- Széttáncolt cipellők (2021), Griff Bábszínház, Vaskakas Bábszínház, rendező-koreográfus: Kocsis Enikő, Fitos Dezső
- Medveháború! (2021), Óbudai Danubia Zenekar, rendezte: Fodor Orsolya
- Ilók, Mihók és más bolondságok (2021), Griff Bábszínház, rendezte: Bartal Kiss Rita
- A halhatatlanságra vágyó királyfi (2021), Színház- és Filmművészeti Egyetem (Ódry Színpad), Manna Produkció, rendezte: Maróthy Anna Zorka
- Kevély királykisasszony (2020), Gardrób Művészeti Csoport, rendezte: Csató Kata
- Mátyás király és az okos szolga (2020), Gardrób Művészeti Csoport, rendezte: Tatai Zsolt
- Ágacska (2020) Aranyszamár Bábszínház, Veszprémi Kabóca Bábszínház, rendezte: Érsek- Csanádi Gyöngyi
- Mini Textúra – Most az egyszer én mesélek (2020) Budapest Bábszínház, Magyar Nemzeti Galéria, rendezte: Kovács Judit
- Anima (2019) Színház- és Filmművészeti Egyetem (Ódry Színpad), rendezte: Ellinger Edina
- Hamlet (2019) Ciróka Bábszínház, rendezte: Ivanics Tamás
- Léghajó a Bodza utcában (2019) Griff Bábszínház, rendezte: Schneider Jankó
- Moha és Páfrány (2018) Griff Bábszínház, rendezte: Bartal Kiss Rita
- Kézzel-lábbal (2018) Griff Bábszínház, rendezte: Markó-Valentyik Anna
- Selyemakvárium (2018) Csili Művelődési Központ, rendezte: Schermann Márta
- Pöttöm Panna (2017) Griff Bábszínház, Mesebolt Bábszínház, rendezte: Veres András
- A 3 emeletes mesekönyv (2017) Színház- és Filmművészeti Egyetem (Ódry Színpad), Griff Bábszínház, rendezte: Somogyi Tamás
- Misi Mókus kalandjai (2017) Griff Bábszínház, Vaskakas Bábszínház, rendezte: Markó Róbert
- A kaukázusi krétakör (2016) Budapest Bábszínház, rendezte: Vidovszky György
- Pötty (2016) Griff Bábszínház, rendezte: Juhász Anikó
- ZERO- How can be nothing (2016) Színház- és Filmművészeti Egyetem (Ódry Színpad), rendezte: Ladányi Andrea
- Lenka és Palkó (2016) Griff Bábszínház, Napsugár Bábszínház, rendezte: Bartal Kiss Rita
- Sündör és Niru (2016) Színház- és Filmművészeti Egyetem (Ódry Színpad), Manna Produkció, B32 Galéria és Kulturtér, rendezte: Varsányi Péter
- Szemenszedett mese (2016) Griff Bábszínház, rendezte: Bartal Kiss Rita
- Kukurikú ifiúr (2016) Színház- és Filmművészeti Egyetem (Ódry Színpad), rendezte: Gothár Péter
- Hol utca hány – mindennapi musical (2016) Színház- és Filmművészeti Egyetem (Ódry Színpad), rendezte: Tengely Gábor
- Mosó Masa Mosodája (2016) Veszprémi Kabóca Bábszínház, asszisztens, rendezte: Sramó Gábor
- Rumini és a négy jogar (2016) Veszprémi Kabóca Bábszínház, rendezte: Székely Andrea
- A négyszögletű kerek erdő (2015) Veszprémi Kabóca Bábszínház, rendezte: Bartal Kiss Rita
- GLETSCHER (2015) Színház- és Filmművészeti Egyetem (Ódry Színpad), rendezte: Tóth Mátyás
- A talizmán (2015) Színház- és Filmművészeti Egyetem (Ódry Színpad), rendezte: Mohácsi János
- Godspell (2015) Jászai Mari Színház, Népház, rendezte: Szűcs Gábor
- mackóélet/mackóálom (2015) Színház- és Filmművészeti Egyetem (Ódry Színpad), rendezte: Tengely Gábor
- Kacor király (2015) Színház- és Filmművészeti Egyetem (Ódry Színpad), rendezte: Varsányi Péter
- A homokember (2014) Színház- és Filmművészeti Egyetem (Ódry Színpad), rendezte: Szász János
- Bolygómagyar (2014) Színház- és Filmművészeti Egyetem (Ódry Színpad), rendezte: Varsányi Péter

## Filmek
- Mozart: Rise of a Genius (2024)
- Egy Sima Szerda (2024)
- Royal Kill List (2024)
- Poppy Brown – Troubled Valentin (2024)
- Shakespeare, Rise of a Genius (2023)
- Maria Theresa Gives Birth (2023)
- Sweven (2022)
- Mintaapák (2020)
- Szabadok (2019); rendezte: Bernáth Szilárd
- Aranyélet (2016); rendezte: Mátyássy Áron, Dyga Zsombor
- Retorzió (2014); rendezte: Füzes Dániel

## Díjak és jelölések
- Fellowship Winner, CEC ArtsLink International Program, 2025, New York, USA
- Scholarship Winner, URBAN NATION, Fresh A.I.R., 2025, Berlin, Germany
- Magyar Művészeti Akadémia, MMA Ösztöndíj, 2024–2027
- Scholarship Winner, Artist-in-Residence Program, 2023, Japan, Aichi University of the Arts
- Színikritikusok díja jelölés, A legjobb gyerek-/ifjúsági színházi előadás, A halhatatlanságra vágyó királyfi (Budapest, 2022)
- Kemény Henrik által alapított Michel Indali-díj, Kolibri Fesztivál (Budapest, 2020)
- Üveghegy-díj, Assitej Biennálé (Kaposvár, 2018)
- GRAND PRIX, Subotica International Festival of Children's Theatres (Szabadka, 2017)

## Interjúk
- Komfortzónán kívül (Magyar Nemzet, 2023)
- https://szinhaz.org/interju/2017/03/31/interju-toth-matyassal/ Archiválva 2017. augusztus 16-i dátummal a Wayback Machine-ben
- https://humenonline.hu/ha-mindig-ugyanazt-az-energiat-hasznalom-borzasztoan-begorcsolok/